# Lycocarpus
Lycocarpus és un gènere de plantes endèmic de la regió mediterrània que pertany a la família Brassicaceae. Només té una espècie.
| - Lycocarpus fugax O.E.Schulz |